# 유동규
유동규(1995년 5월 25일 ~ )는 대한민국의 축구 선수로, 포지션은 스트라이커이다. 현 K리그2의 충남 아산 FC 소속으로 뛰고 있다.

## 클럽 경력
유동규는 2014시즌을 앞두고 FC 의정부에 입단하면서 커리어를 시작했다. 유동규는 의정부에서 22경기에 출전해 8골 4도움을 기록했다.
2015시즌을 앞두고 세르비아 2부리그의 FK 베자니아로 이적했다. 베자니아에서 19경기에 출전해 10골 6도움을 기록했다.
2016시즌을 앞두고 고양시민축구단으로 이적하며 국내 무대로 복귀했다. 이후 양평 FC로 이적했다.
2017시즌을 앞두고 내셔널리그의 대전 코레일로 이적했다.
2019시즌을 앞두고 K3리그 어드밴스의 양평 FC로 이적했다. 유동규는 2019년 11월 2일에 열린 포천시민축구단과의 K3리그 어드밴스 플레이오프 경기에서 멀티골을 넣으며 팀을 챔피언 결정전으로 진출시켰다.
2020시즌을 앞두고 K4리그의 FC 남동으로 이적했다. 남동에서 유동규는 23경기에 출전해 15골 3도움을 기록하였으며 K4리그 득점왕을 수상했다.
2021시즌을 앞두고 K리그1의 인천 유나이티드에 입단했다. 2021년 12월 4일에 치러진 광주 FC와의 경기에서 인천 입단 이후 데뷔골을 기록했다.
2022시즌을 앞두고 충남 아산 FC에 입단했다.

## 수상

### 개인
- K4리그 득점상: 2020